# Pavvaljaure
Pavvaljaure är en sjö i Kiruna kommun i Lappland och ingår i Torneälvens huvudavrinningsområde. Sjön har en area på 0,36 kvadratkilometer och ligger 753,8 meter över havet. Pavvaljaure ligger i Pältsa Natura 2000-område.

## Delavrinningsområde
Pavvaljaure ingår i det delavrinningsområde (765961-169629) som SMHI kallar för Mynnar i Muonioälven. Medelhöjden är 629 meter över havet och ytan är 23,01 kvadratkilometer. Räknas de 2 avrinningsområdena uppströms in blir den ackumulerade arean 55,03 kvadratkilometer. Åggojåkkå som avvattnar avrinningsområdet har biflödesordning 3, vilket innebär att vattnet flödar genom totalt 3 vattendrag innan det når havet efter 546 kilometer. Avrinningsområdet består mestadels av skog (49 procent) och kalfjäll (41 procent). Avrinningsområdet har 0,47 kvadratkilometer vattenytor vilket ger det en sjöprocent på 2,1 procent.